# Jacques Duchesneau
Pour les articles homonymes, voir Jacques Duchesneau (homonymie).
Jacques Duchesneau (né le 7 février 1949 à Montréal) est une personnalité publique québécoise. Ancien chef de police de la communauté urbaine de Montréal, il fait carrière en affaires, en politique municipale et dans la sûreté du transport aérien au Canada. En 2012, il est candidat de la Coalition avenir Québec aux élections provinciales et est élu membre de l'Assemblée nationale du Québec. Il est député de la circonscription de Saint-Jérôme jusqu'aux élections du 7 avril 2014.
Auteur de plusieurs articles, rapports et documents sur le travail policier, il a donné environ 200 conférences sur des sujets aussi diversifiés que le leadership, le terrorisme international, l'éthique policière, le trafic de stupéfiants et le crime organisé.

## Enfance et adolescence
Jacques Duchesneau est né le 7 février 1949, sur le Plateau-Mont-Royal, à Montréal. Il est le cinquième d’une famille de six enfants.
Dans sa biographie, on peut lire les circonstances entourant le choix de son prénom. En feuilletant le dictionnaire Larousse, sa mère, Henriette Duchesneau, était tombé par hasard sur un dénommé Jacques Duchesneau, troisième intendant de la Nouvelle-France (1675-1682). « En fait, on disait intendant à l’époque, mais si on traduit cela en mots d’aujourd’hui, c’était le chef de police de toute la colonie », a précisé Jacques Duchesneau.
Son père, André Duchesneau, aurait voulu être policier mais son admission a été refusée parce qu’il n’était pas assez grand. « J’ai appris mon métier de policier avec mon père. Il n’a jamais été dans la police, mais il suivait tout ce qui se passait dans les moindres recoins du quartier », raconte Duchesneau.
En 1953, son père, qui tenait un dépanneur au coin des rues Gauthier et Bordeaux, sur le Plateau Mont-Royal, a été victime d’un vol de son stock de cigarettes, dont la valeur était estimée à plus de 500 $, une fortune pour lui. Les voleurs ont été arrêtés, mais les policiers de Ville Saint-Laurent exigeaient du père qu’il verse une « commission », ce qu’il n’avait pas les moyens de faire. Il ne put jamais récupérer le stock de cigarettes. La famille Duchesneau, déjà peu fortunée, a alors connu une période d’indigence.
« J'ai déménagé 27 fois en 50 ans; souvent nous quittions la nuit pour ne pas payer le loyer, à cause de la pauvreté de mes parents », explique Duchesneau. Un jour, alors que la famille était incapable de payer les factures de gaz, Henriette Duchesneau a fait descendre un percepteur du gaz et l’a menacé de lui crever les yeux avec un tesson de bouteille s’il ne quittait pas les lieux immédiatement.
Dès l'adolescence, Duchesneau rêvait de devenir policier. « À l'école, quand le professeur demandait quel métier nous intéressait, je ne cachais pas mes intentions. Les autres étudiants me traitaient de "beu" et de "cochon" », se souvient Duchesneau.

## Formation
En 1963, Jacques Duchesneau se joint à la Ligue des cadets de l'air (aujourd'hui appelée Cadets de l'aviation royale du Canada). Il y reste jusqu'à l'âge de 18 ans.
En 1965, il obtient son diplôme d'études secondaires à l'école Le Plateau, à Montréal.
En 1967, il obtient le grade de cadet-commandant du camp d'été chez les cadets de l'air. Il dirige à ce titre la parade des 900 cadets qu'on a fait venir spécialement pour visiter l'Expo 67.
En 1981, il obtient un Baccalauréat ès sciences de l'Université de Montréal.
En 1988, il obtient un diplôme en administration publique de l'École nationale d'administration publique. Le titre de sa thèse : « Les réalités du stress en milieu policier »
En 1989, il est accepté au programme de doctorat en sciences humaines appliquées à l'Université de Montréal. Le sujet de son Ph D. : « La lutte aux stupéfiants : des policiers à coordonner ».

## Carrière policière
À partir du 1er avril 1968, Jacques Duchesneau commence sa carrière au Service de police de la Communauté urbaine de Montréal (SPCUM), - aujourd'hui appelé Service de police de la Ville de Montréal.
En 1974, il devient détective.
En 1976, il est assigné aux Jeux olympiques de Montréal à titre de conseiller à l'officier responsable.
En 1978, il est affecté à la Section des homicides.
En 1980, il entre à la Section des stupéfiants.
En 1984, il est responsable de la sécurité du pape Jean-Paul II au parc Jarry.
À la même époque, il est promu responsable des enquêtes à la Direction des enquêtes criminelles.
En 1985, il est nommé directeur du district 41, qui comprend les quartiers Ahuntsic, Nouveau-Bordeaux, Cartierville et Saraguay.
Vers 1986, il est nommé directeur de la Division du crime organisé, sous la responsabilité de laquelle sont rattachées les sections Moralité, Stupéfiants et Antigangs.
En 1990, il est nommé directeur régional de la région Ouest, qui comprend alors 22 municipalités, 600 000 résidents et sept postes de police.
Après 22 ans de carrière, Duchesneau avait alors été impliqué dans cinq fusillades.
En juin 1993, il est muté à la Direction des enquêtes spécialisées, qui supervise les enquêtes en matière d'homicide, de vol d'automobile, de fraude, de moralité et de stupéfiants.
Le 7 janvier 1994, Jacques Duchesneau devient le 6e directeur du SPCUM.
De 1993 à 1997, il est président de l'Association des directeurs de police du Québec et vice-président de l'Association canadienne des chefs de police. De 1994 à 1998, il occupe le poste de trésorier au Centre international pour la prévention de la criminalité.
En avril 1998, il quitte la police. Depuis  ce temps, Duchesneau touche une pension annuelle de 90 000 $.

### Débuts dans la police
Le 1er avril 1968, Duchesneau a été admis à l’École de police de Montréal. « Après deux mois, notre professeur nous pose une question directe : "Où voulez-vous être dans vingt-cinq ans ?" ». Il arrive à Duchesneau : « Moi, je veux être directeur du service de police », que lui réponds. Tout le monde s’esclaffe. « Riez si vous voulez, mais moi je veux être le directeur. […] Eh bien, tout au long de ma carrière, les gens de mon contingent m’ont appelé "monsieur le directeur" », raconte-t-il.
Il s’est vu attribuer le numéro de matricule 525. Il a d’abord commencé comme téléphoniste à la Section des communications et transport. Sa première affectation régulière a été au poste 9 de Pointe-Saint-Charles.
Il a porté son uniforme de police pour la première fois lors du défilé de la Saint-Jean-Baptiste du 24 juin 1968 à Montréal, un événement d’une grande violence surnommé le « lundi de la matraque ». « J’ai vite compris que j’étais dans la vraie police et que je devais aller me battre. J’ai donc appris le sens du partenariat et de la solidarité dans l’action », dit Duchesneau.

### L’affaire Provençal
Dans un rapport daté du 2 août 1984, la Commission de police du Québec, - l’ancêtre du Commissaire à la déontologie policière -, a critiqué une opération policière dirigée par Jacques Duchesneau, alors sergent-détective à l’unité des stupéfiants du SPCUM, visant la famille Provençal.
« Les plaignants alléguaient qu’ils avaient été le 17 juin 1981, vers 5 h 00 du matin, eux-mêmes et les membres de leur famille, victimes d’injures, de brutalité physique et psychologique et d’arrestations illégales lors d’une opération policière effectuée par certains membres du service de police de la Communauté urbaine de Montréal à leur domicile respectif où, après avoir forcé les portes d’entrée, les policiers ont fait irruption sans sommation et saccageant tout par la suite, lit-on dans le rapport. Toutes les fouilles faisant l’objet de cette enquête se sont révélées négatives, à l’exception du domicile de Pierre Provençal où une très faible quantité de marijuana a été retracée ».
« La Commission voudrait ici faire un commentaire sur le fait que le sergent-détective Duchesneau, responsable de l’opération, n’ait pas prévu dans sa planification de personnel policier féminin pour procéder à la fouille des femmes, en tenant compte surtout que cette perquisition était effectuée en pleine nuit. Il faut toutefois dire que la preuve a révélé que les policiers ont procédé avec une très grande discrétion à la fouille des femmes qui ont été trouvées nues dans leur lit », dit le rapport.
Le rapport de 49 pages se termine par les conclusions suivantes :
La Commission s’empresse d’ajouter que le sergent-détective Duchesneau n’avait pas les motifs suffisants pour procéder à l’arrestation et à la détention de tous les occupants, les hommes ayant été placés dans des salles d’interrogatoire fermées et les dames en cellules pendant plusieurs heures.
La Commission ne peut accepter le motif invoqué par le sergent-détective Duchesneau pour justifier une telle arrestation et une telle détention, soit la fouille par les chiens; ce motif ne lui paraît pas être juridiquement valable.
Sous ce dernier aspect de l’enquête, la Commission est d’opinion que les plaintes étaient bien fondées à cet égard. Et le sergent-détective Duchesneau, responsable de toute l’opération, doit être blâmé pour abus de pouvoir.
En 1986, juge Pierre Michaud de la Cour supérieure du Québec a donné partiellement raison à sept membres de la famille Provençal, qui avaient intentées une poursuite civile contre la Communauté urbaine de Montréal (CUM), Henri Marchessault et Claude Lambert, les supérieurs de Duchesneau à l’époque.
Estimant que les plaignants avaient été victimes d'une arrestation et d'une détention « abusives et illégales », la CUM a été condamnée à leur verser 81 662 $, sans compter les intérêts. Si le tribunal a blanchi Marchessault et Lambert, il n’a cependant pas épargné Duchesneau. « Le sergent-détective Jacques Duchesneau de la Communauté urbaine de Montréal est responsable de toute l'opération. [...] [Il] donne des instructions précises sur les modalités d'exécution des mandats de perquisition », a écrit le juge Michaud.
Lors de son témoignage, Duchesneau avait alors justifié sa décision d'emprisonner les plaignants pendant plusieurs heures par un manque d'effectifs. Or le tribunal a rejeté cette prétention, affirmant que « les demandeurs, citoyens honnêtes, sans aucun antécédent judiciaire, n'ont pas à faire les frais des problèmes de personnel de la force policière ».
L’affaire Provençal a refait surface durant la campagne de Jacques Duchesneau à la mairie de Montréal, en 1998.

### L’affaire Marchessault
Le 9 mars 1983, le directeur du SPCUM, André De Luca, a convoqué Duchesneau à son bureau. « André De Luca me dit : "On a de l’information à l’effet qu’Henri Marchessault vend des stupéfiants". Alors j’éclate de rire. Comme il me dit que c’est très sérieux, je lui réponds que je suis prêt à faire l’enquête et à lui prouver que c’est faux. Ça me paraissait impossible qu’Henri Marchessault, qui était un des personnages les plus en vue de la police, qui était le capitaine-détective aimé et admiré de tous, qui réalisait les plus grosses enquêtes, qui attaquait le crime organisé, qui passait régulièrement à la télé avec des saisies spectaculaires, commette une telle chose », raconte Duchesneau.
Duchesneau a obtenu un mandat d’écoute électronique, a fait placer une caméra vidéo dans la voûte des stupéfiants et a fait appel à deux équipes de la Gendarmerie royale du Canada (GRC) spécialisées dans la filature à partir d’autos et d’avions de surveillance. Peu après, Marchessault a été filmé en train de voler de la cocaïne.
Le 21 mars 1983, Duchesneau a procédé à l’arrestation de Marchessault peu après que celui-ci se fut livré à une transaction de drogue avec un ancien policier. L’affaire a eu l’effet d’une véritable bombe dans les milieux policiers. « En l’espace de quelques minutes, la nouvelle se répand au quartier général de Montréal, et dans tous les postes de police du Canada et de l’Amérique du Nord », dit Duchesneau.
Marchessault a été condamné à 12 ans de pénitencier au terme d’un procès lors duquel Duchesneau a fait figure de témoin vedette.
Le coup d’éclat de l’affaire Marchessault a eu pour effet d’attirer les projecteurs sur Duchesneau. Les médias voulaient faire connaître au public les détails de l’enquête et leur présenter celui qui en était le grand artisan. Les chefs d’antenne se sont mis à inviter Duchesneau à des émissions télévisées d’affaires publiques. L’intervieweur vedette de Radio-Canada, Robert Guy Scully, lui a demandé de participer à son émission « Scully rencontre » du 14 janvier 1984. Il s’agissait alors de la première entrevue de fond avec Duchesneau.

### La soirée du 6 décembre 1989
Dans sa biographie, Duchesneau parle de son rôle dans l’opération policière menée relativement à la tuerie de l'École polytechnique de Montréal, survenue le 6 décembre 1989. N’étant pas en devoir à ce moment-là, c’est son ex-femme qui l’a informé qu’un bulletin spécial de nouvelles diffusé sur toutes les ondes fait état que des terroristes seraient entrés à Polytechnique et auraient tiré sur des étudiants.
Duchesneau, qui était à l’époque le directeur de la Division du crime organisé, dit avoir hérité de la responsabilité de l’opération policière parce que le commandant de la Division des crimes contre la personne était alors injoignable. Après avoir communiqué avec le quartier général pour aviser qu’il se rendait immédiatement à Polytechnique pour diriger les opérations, Duchesneau a passé par son domicile de l’Île-des-Sœurs, pour y déposer ses fils.
« Lorsque je suis arrivé sur les lieux, des policiers et des ambulanciers étaient là, mais il fallait que je fasse un briefing pour voir où en était rendue la situation », explique Duchesneau. En moins de vingt minutes, le tireur Marc Lépine a tué quatorze femmes, la plupart âgées entre 21 et 23 ans, et a blessé treize autres personnes à l’intérieur de Poly.
L’opération policière a été très critiquée, notamment par le groupe de travail de Robert De Coster – mis sur pied par le ministre de la Sécurité publique – et le juge Albert Malouf, mais aussi par certaines survivantes, qui ont reproché aux policiers leur lenteur à intervenir.
La gestion de l’opération policière figure parmi les principales critiques adressées au SPCUM. Dans son rapport, le groupe De Coster écrit que « la valse hésitation s’installe au sujet du commandement de l’opération » cinq minutes après l’arrivée des premiers policiers. De son côté, Malouf écrit « [qu’]il était difficile de déterminer qui assumait le contrôle de l’opération ».
Duchesneau dit avoir attendu « près de dix ans » après la soirée du 6 décembre 1989 avant de pouvoir remettre les pieds à l’Université de Montréal. « Ma foi, cet homme est plus fragile que les polytechniciennes de 20 ans qui, elles, sont bravement retournées en classe », se moqua Lysiane Gagnon, chroniqueuse à La Presse. « Est-ce que j'aurais pu faire davantage? Est-ce que j'aurais pu sauver des vies? », s’interrogeait Duchesneau, vingt ans plus tard.

### L’affaire Flahiff
En juin 1997, le juge Robert Flahiff a été accusé d'avoir blanchi 1.675 millions$ provenant de la vente de drogue alors qu'il était avocat, entre janvier 1989 et juin 1991, pour le compte du narcotrafiquant Paul Larue. Il devenait ainsi le premier juge à être accusé de blanchiment de l’histoire du Canada.
Flahiff a été dénoncé par Larue après que celui-ci eut été arrêté par la police antidrogue américaine (DEA), au Vermont, aux États-Unis, en mars 1993. Des policiers du SPCUM et de la GRC sont alors allés rencontrer Larue en prison. Flahiff a eu vent des aveux de Larue en mai 1993, soit deux mois après avoir été nommé juge à la Cour supérieure du Québec.
Le 2 juillet 1993, Jacques Duchesneau, alors numéro 2 du SPCUM, et le policier Kevin McGarr, se sont rendus voir le nouveau juge à son bureau et lui ont dit de ne pas s'inquiéter : ils n'ont pas l'intention de donner suite à  ce dossier. On lui conseille de ne pas l'ébruiter. L'affaire en reste là.[ref nécessaire]
La GRC ne semblait cependant pas voir les choses du même œil puisqu’elle a mené une enquête qui aboutira à la mise en accusation de Flahiff, quatre ans plus tard. Lorsque l’affaire a éclaté au grand jour, le SPCUM, alors dirigé par Duchesneau, a refusé de commenter l’information selon laquelle Duchesneau avait rencontré Flahiff en 1993 pour lui dire de ne pas s'en faire avec les aveux incriminants de Larue. Trouvé coupable, Flahiff a été condamné à trois ans de pénitencier.

## Directeur du SPCUM
En janvier 1994, Jacques Duchesneau a réalisé son rêve d’enfance et est devenu directeur du SPCUM. « La police, c'est toute ma vie. En être le directeur, c'est la plus belle job en ville », déclare-t-il. Il reçoit alors un salaire annuel de 133 000 $ pour diriger un corps de 4337 policiers et administrer un budget de 385 millions $.

### Propos sur les immigrants
En août 1994, Duchesneau a suscité la controverse en raison des propos qu’il a tenu sur les immigrants lors du 89e congrès de l'Association canadienne des chefs de police.
« Il faut être sévère envers les immigrants qui viennent empoisonner notre société. Ceux qui commettent des crimes graves passibles de peines de dix ans ou plus », a affirmé Duchesneau.
Pierre Gravel, éditorialiste à La Presse, a alors reproché à Duchesneau « le caractère profondément injuste de sa déclaration à l'endroit de l'immense majorité des néo-Québécois qui n'ont rien à se reprocher ».

### Arrestation de masse au carré Berri
À l’été 1996, la tension a monté d’un cran entre la police et les jeunes de la rue après l’imposition d’un couvre-feu de minuit à 6 h au carré Berri, rebaptisé place Émilie-Gamelin, un lieu de fréquentation pour personnes sans-abri. Durant la nuit du 28 au 29 juillet 1996, des manifestants ont occupé la Place Émilie-Gamelin pour protester contre le couvre-feu à l’appel du groupe « De la bouffe, pas des bombes ». Plus de 70 personnes, dont 20 mineurs, ont été arrêtées par la police aux petites heures du matin. Les manifestants ont été détenus pendant plusieurs heures avant d’être libérés avec un constat d’infraction de 116 $ pour présence illégale dans un parc.
[Traduction] « Nous savions qu’ils étaient là pour avoir une confrontation. Ils sont arrivés à minuit moins cinq en sachant très bien qu’ils devaient quitter le parc à minuit, a déclaré Duchesneau au journal The Gazette. Je suis prêt à m’asseoir avec les gens s’il y a un problème. Mais sachant qu’on confronte des gens qui veulent que la police paraisse mal, ce n’est pas ma tasse de thé ».
En septembre 2011, le juge André Prévost de la Cour supérieure du Québec est venu à la conclusion que les manifestants avaient tous été détenus illégalement. La Ville de Montréal a alors été condamnée à verser à 1 500 $ en dommages moraux et 1 000 $ en dommages punitifs à chacun des manifestants qui ont été détenus par la police.

### La Police de quartier
La mise sur pied de la Police de quartier (PDQ) a été l’un des principaux faits saillants du passage de Jacques Duchesneau à la direction du SPCUM. Pour Duchesneau, le projet de PDQ constitue « un virage majeur » qui permettra de « raffiner l'autorité de la police » en l’assoyant sur une « relation positive et constructive ».
Inspiré par la police américaine, la PDQ s'articulait autour de cinq grands principes : l'approche de résolution de problèmes (qui mettait de l’avant une attitude préventive), la responsabilité géographique, l'approche-service (qui consistait à privilégier la satisfaction des clients), le partenariat avec la population (destiné à favoriser l'échange d'information) et la valorisation du personnel (notamment par l’allégement de la bureaucratie).
Sur le plan organisationnel, le projet consistait à abolir les 23 postes existants en créant 49 mini-postes de quartier, qui desserviront chacun entre 30 000 et 60 000 personnes, appuyés par quatre centres opérationnels, répartis aux points cardinaux de l'île de Montréal, qui assureront les services spécialisés (enquêtes criminelles, groupes d'intervention, communications, etc.).
La réforme s’est cependant butée à l’opposition farouche du syndicat, la Fraternité des policiers et des policières de Montréal, pour qui la PDQ était un projet « inachevé, truffé d'inconnues, qui se résume en une série de vœux pieux ». Duchesneau a cependant multiplié les interventions, tant à l’interne qu’auprès des médias, pour venir à bout des réticences de la puissante Fraternité. « Comment pourraient-ils être contre le fait qu'on leur donne plus de latitude, plus de pouvoir? », a-t-il plaidé.
Le 29 novembre 1995, les élus de la CUM ont approuvé à l'unanimité la création de la PDQ. Deux mois plus tard, la Fraternité revoyait sa position et acceptait de se joindre au Comité d'implantation de la police de quartier.
En janvier 1997, les 23 premiers postes de quartier et les deux premiers centres opérationnels ont ouvert leur porte dans la banlieue ouest et le centre-sud de Montréal. « J'accouche de mon bébé », a lancé Duchesneau au cours de la cérémonie d'inauguration.
La phase II a été mise en branle en février 1998, avec l’implantation des 26 nouveaux postes du nord et de l'est de l'île de Montréal. La Presse écrivait alors que l’avènement de la PDQ avait nécessité un emprunt à long terme de 21 millions $ pour la CUM, qui devrait être remboursé sur 20 à 30 ans.
En octobre 1998, un sondage révélait que 94 % des policiers du SPCUM estimaient que les PDQ n’avaient pas les effectifs suffisants. À peine la moitié des policiers se disaient d’avis qu'ils avaient reçu la formation nécessaire pour mettre en application la nouvelle philosophie de la PDQ tandis que seulement 42 % croyaient que la PDQ permettait d'offrir de meilleurs services à la population. « C'est malheureux à dire, mais on pratique exactement le même modèle de police qu'avant la réorganisation de 1997: on se concentre sur la patrouille et on répond aux appels », a déclaré le président de la Fraternité, Alain Simoneau, deux ans après le début de l’implantation de la PDQ.

### L’affaire Barnabé
En avril 1998, les médias révélaient que Duchesneau avait autorisé les agents Michel Vadeboncoeur et André Lapointe à troquer des jours de vacances accumulés contre une réduction de leurs suspensions imposées par le Comité de déontologie policière dans le cadre de l’affaire Richard Barnabé, un chauffeur de taxi décédé en mai 1996 après avoir été plongé dans le coma pendant 28 mois à la suite d’une arrestation particulièrement musclée.
Le Comité de déontologie policière avait imposé 120 jours (Vadeboncoeur) et 140 jours (Lapointe) de suspension pour leur rôle respectif dans cette affaire qui avait choqué la population québécoise. Les policiers Lapointe et Vadeboncoeur avaient commencé à purger leur période de suspension en janvier 1998. Peu après, les deux agents ont demandé à échanger 90 jours de vacances accumulés contre une réduction équivalente de leurs suspensions. Le directeur Duchesneau a alors accepté.
Le ministre de la Sécurité publique, Pierre Bélanger, a dénoncé le stratagème, qualifié de « carrément inacceptable ». « Une suspension, c'est une cessation d'emploi. Ce que le SPCUM a fait est contraire à l'esprit de la loi », a déclaré de son côté un porte-parole du Commissaire à la déontologie.
Pour sa part, Duchesneau s'est interrogé sur les sources de cette information. « Je ne vois pas de complot de la part du gouvernement du Québec. Je trouve juste curieux que, tout d'un coup, on remette en question des décisions qui sont appuyées par une pratique vieille de dix ans », a-t-il affirmé.

## Élections municipales de 1998
Dans les premiers mois de 1998, Jacques Duchesneau était sollicité de toutes parts. Ainsi, en janvier, le Conseil privé d’Ottawa avait offert à Duchesneau de devenir directeur du Service canadien du renseignement de sécurité (SCRS).
À la même époque, Duchesneau était encouragé à se lancer en politique, notamment par des sondages. Ainsi, en mars 1998, la maison de sondage SOM publiait que Duchesneau jouissait d’un taux de satisfaction de la population de 82,2 %, comparativement à 45,5 % pour Pierre Bourque, le maire de Montréal et chef du parti Vision Montréal. « Il a d'énormes appuis dans le milieu des affaires et toutes ces pressions l'ont amené à reconsidérer sérieusement sa décision [de ne pas aller en politique] », a déclaré à La Presse l’homme d'affaires et ancien joueur de hockey Serge Savard, qui était un bon ami de Duchesneau.
Parmi ses partisans, on retrouvait Pierre Péladeau, le fondateur de l’empire Québecor. Dans sa biographie, on apprend que Duchesneau avait consulté Péladeau relativement à un éventuel saut en politique. Ce dernier lui avait alors conseillé de considérer de se présenter à la mairie de Montréal, s’il voulait vraiment faire carrière en politique.
Bernard Bujold, ex-adjoint au président de Quebecor, a révélé que Péladeau avait demandé conseil à Duchesneau alors qu’il voulait acquérir une arme à feu. Avec l'aide de l'armurier du SPCUM, Péladeau s’était très vite retrouvé équipé d'un Backup DA de calibre 380, « assez petit pour tenir dans la poche d'un veston », avec en prime le privilège de pouvoir l'essayer en compagnie de Duchesneau au centre de tir de la police. « C'est tout à fait normal, a commenté Bujold. Québecor était une compagnie importante. Duchesneau se devait donc de rencontrer son président afin de le conseiller sur sa sécurité personnelle.
Vers la fin de mars 1998, un nouveau sondage SOM indiquait que Duchesneau devançait pour la première fois légèrement l’ex-maire de Montréal Jean Doré dans les intentions de vote des Montréalais. À ce moment-là, Duchesneau avait déjà annoncé son intention de quitter la police dès le 1er avril.
Deux semaines après son départ du SPCUM, Duchesneau a déposé une demande d’autorisation de former un nouveau parti, du nom de Nouveau Montréal, auprès du Directeur général des élections (DGE). La Presse écrivait alors que plus de la moitié des 51 conseillers municipaux auraient frappé à la porte du futur candidat à la mairie de Montréal pour discuter des possibilités de se joindre à lui.

### Fraude fiscale et bigamie politique
Dès avril 1998, les tuiles commencent à s’abattre sur la campagne électorale de Duchesneau alors que celui-ci n’a même pas encore annoncé officiellement sa candidature. Ainsi, les médias révélaient qu’un des responsables du financement de la campagne de Duchesneau, Yves Rajotte, avait déjà été condamné pour évasion fiscale en 1995. Rajotte, un homme d'affaires qui avait déjà été coordonnateur des campagnes de financement du Parti libéral du Québec, avait plaidé coupable et dû payer une amende de 18 785 $ pour avoir omis de déclarer pour plus de 100 000 $ de revenus lors des années 1990, 1991 et 1992. « M. Rajotte n'est pas un renégat. Il a droit à toute ma considération », a alors soutenu Duchesneau.
Une semaine plus tard, Duchesneau congédiait Rajotte après avoir appris que celui-ci lui avait caché de nombreux démêlés avec la justice. Rajotte avait en effet payé une amende de 50 $ pour une affaire de conduite avec les facultés affaiblies, en 1978,  et avait écopé d’une amende de 150 $ dans une affaire de délit de fuite, en 1983, sans compter des condamnations par des tribunaux civils. « Il m'a répété plusieurs fois que rien dans son passé ne pouvait entacher la réputation de notre parti. J'ai fait une erreur, je l'ai cru », a déclaré Duchesneau.
Au même moment, une autre controverse éclatait, cette fois-ci sur le rôle joué par Francis Hooper, un ami de Rajotte, et surtout, l’organisateur de Thérèse Daviau, cheffe du Rassemblement des citoyens de Montréal (RCM) et officiellement adversaire de l’ex-directeur du SPCUM dans la course à la mairie de Montréal. Or, malgré son affiliation au RCM, Hooper avait déjà commencé à recruter des gens pour le compte de la campagne de Duchesneau. « J'ai demandé à M. Hooper de se décider rapidement. On ne peut pas jouer sur les deux tableaux à la fois », s’est défendu Duchesneau.

### L’entartage
Le 21 mai est le jour du lancement officiel de la campagne de Duchesneau. « Quelque 2200 invités se pressaient sur le plancher de la gare Windsor au son de Toujours vivant chanté par le chorale de l'Accueil Bonneau. Joëlle Tardif, sa compagne depuis cinq ans, était à ses côtés. Ses fils, Dominic, 21 ans et Jean-Philippe, 18 ans, aussi. RDI diffusait en direct. L'esprit était à la fête. Souriant et sûr de lui, Duchesneau s'apprêtait à prendre la parole lorsqu'un entarteur a tout gâché », écrit Nathalie Petrowski de La Presse.
À ce moment-là, Duchesneau avait réagi avec humour, déclarant aux partisans que c'était moins mauvais que de se faire couper la moustache. Une réaction qu’il regretta par la suite. « Je ne vois vraiment pas ce qu'il y avait de comique ni pourquoi on aurait dû trouver ça drôle. Une tarte à la crème ou une gifle, pour moi c'est du pareil au même. C'est une voie de fait. Et si je dois me faire entarter pour être élu, alors oubliez-moi, ça bouscule trop mes valeurs. Je l'ai fait une fois, on ne m'y reprendra plus », dit-il.
« La tarte dans la face, il ne l'a jamais pris, a raconté un ancien compagnon de route à La Presse. Ça l'a rendu paranoïaque. On s'est retrouvés avec plein d'anciens policiers dans le bureau. Quand il sortait, il avait son chauffeur, son accompagnatrice, son attaché de presse, un responsable de la sécurité et un ancien gars de la GRC. Pendant ce temps, Pierre Bourque se faisait photographier en jouant à la balle avec des enfants au parc Jarry ».

### L’affaire Provençal refait surface
En juillet, Dan Philips, président de la Ligue des Noirs du Québec et candidat pour le RCM, s’en est pris au passé policier de Duchesneau en rappelant l’affaire Provençal qui avait valu à ce dernier un blâme de la part de la Commission de police du Québec, l’ancêtre du Commissaire à la déontologie policière, en 1984. « Il a mis les gens par terre nus. Il n'avait pas le droit de faire ça. Il a utilisé des béliers pour défoncer les portes, il n'avait pas le droit », a souligné Philips, pour qui ces actes constituaient une « violation des droits de l'Homme de la pire espèce ».
Le lendemain, Duchesneau était introuvable. Le chef du parti Nouveau Montréal avait délégué Michael Polak, candidat de sa formation, pour affronter les journalistes. « C'est faux, a clamé Polak. M. Duchesneau n'était même pas là! Je lui ai parlé au téléphone de tout ça et il m'a confirmé qu'il n'a rien à voir avec toute cette histoire »
Les journalistes ont cependant rapidement mis en doute crédibilité de Polak lorsqu’il a été établi que ce dernier n’avait même pas pris connaissance du rapport de la Commission de police. « Tout ce que je sais, c'est que M. Duchesneau dit que ce n'était pas lui qui était visé par le blâme de la Commission », a tenté de faire valoir Polak.
Duchesneau a brisé le silence le lendemain. « Ça ne devrait pas faire la manchette. Je n'ai jamais accordé aucune crédibilité à Dan Philips. [...] Moi, pendant 30 ans, je n'ai pas fait que gueuler comme a fait M. Philips. Moi, j'ai travaillé. J'ai travaillé pour assurer la sécurité des gens, a martelé Duchesneau en conférence de presse. Jamais je ne serais allé en politique si j'avais eu des squelettes dans le garde-robe. Et ça, ce n'est même pas un squelette, c'est une erreur ».
Duchesneau a déclaré de plus avoir informé les autorités politiques de ces événements lors de sa nomination comme directeur du SPCUM, en 1993. Une affirmation mis en doute par Michel Lemay, qui siégeait à l'époque au comité exécutif de la CUM. « Je n'ai pas souvenir que ces événements aient été mentionnés au comité exécutif », a dit Lemay.

### Les engagements
En août, Duchesneau a présenté son premier engagement formel de la campagne électorale : la construction d'un stade de baseball au centre-ville. Le chef du parti Nouveau Montréal a affirmé que les contribuables pouvaient faire un effort financier de 37 millions $ pour soutenir le projet. Le Devoir a alors relevé que le codirecteur de la campagne de Duchesneau, Richard Le Lay, agissait également à titre de conseiller auprès de Claude Brochu, président de l'équipe de baseball les Expos.
Duchesneau s’est également engagé à geler les taxes foncières jusqu'en l'an 2002, sans toutefois démontrer comment il y parviendrait. « Là où on va couper, ça va dépendre des vents et des surprises qui nous attendent », a expliqué Duchesneau.
Nouveau Montréal a aussi proposé d'abolir la surtaxe sur les immeubles non résidentiels, d'instaurer neuf mairies de quartier, de diminuer le nombre de conseillers de 51 à une trentaine, de réduire le comité exécutif en le faisant passer de neuf à six membres, d'unifier les services de protection des incendies sur le territoire de la CUM et de promouvoir l'établissement d'un train léger sur le boulevard Henri-Bourassa.
En septembre, un sondage indiquait que Duchesneau était en chute libre, passant pour la première fois sous la barre du 20 % dans les intentions de vote. Alors qu'ils étaient pratiquement à égalité il y a à peine un mois, le maire Bourque et Duchesneau étaient maintenant séparés par dix points de pourcentage.
Le 16 octobre, à la toute fin d’un débat télévisé organisé par le réseau TVA, Duchesneau promis des investissements privés de un demi-milliard de dollars à Montréal s'il était élu, tout en taisant le nom de ces mystérieux hommes d’affaires. « Jamais je ne vous dévoilerai les noms de ces gens avant le 1er novembre [jour du vote] », a ajouté Duchesneau.
Duchesneau a affirmé avoir rencontré un groupe de gens d'affaires qui hésitaient entre Montréal, Toronto et Boston pour investir 500 millions $. « Ce sont principalement des Montréalais des communautés juives et anglophones. Ils attendent pour voir s'il y aura du leadership à Montréal. Ils m'ont dit: "Mes enfants ont quitté Montréal, dites-moi pourquoi je devrais investir à Montréal?" Je leur ai dit qu'il y aurait un vrai leader qui prendrait soin de leurs intérêts [si j'étais élu] et qu'il y aurait une augmentation de la valeur des propriétés à Montréal », a-t-il expliqué.
Jean Doré, candidat pour Équipe Montréal, a accusé Duchesneau de se livrer au « chantage électoral ». Duchesneau a offert un indice sur l’identité des investisseurs après le débat, en suggérant aux journalistes un lien avec le projet immobilier près de la station de métro de Villa Maria. Le président du Groupe immobilier Alliance, Jonathan Siegler, qui avait exprimé un intérêt dans ce projet, a rapidement tenu à se dissocier des propos de Duchesneau. « Notre groupe investit à Montréal depuis 30 ans et continuera de le faire peu importe le maire », a-t-il fait savoir par voie de communiqué.
À trois jours du vote, Duchesneau s’est ravisé et a révélé le nom de l’investisseur en question. Il a alors déclaré qu'il espérait un investissement de 465 millions $ de CIT International, dirigé par un certain John Barroll Brown. « Honnêtement, l'instabilité politique actuelle suscite des inquiétudes. Dans l'éventualité d'un changement d'administration et de votre élection, je peux confirmer que mon groupe serait prêt à considérer des investissements de 180 millions de livres en faisait l'acquisition de biens immobiliers dans la région de l'ordre de 180 millions de livres [soit 465,9 millions en dollars canadiens] », a écrit Barroll dans une lettre obtenue par Le Devoir.
Joint par La Presse, Barroll Brown a toutefois indiqué que « ce n'est pas clair » que l'élection de l'un ou l'autre des autres candidats en lice l'amènerait à battre en retraite. Il a révélé à cette occasion qu'il n'avait jamais rencontré Duchesneau et qu'il ne connaissait « presque rien » de son programme, ajoutant qu'il en savait encore moins sur les autres candidats. « Je ne les connais pas et ça ne m'intéresse pas de les connaître. La politique n'est pas mon point fort », a-t-il lancé.
Le quotidien anglophone The Gazette a endossé la candidature de Duchesneau.

### La défaite
Le 1er novembre, jour du scrutin, Nouveau Montréal ne réussit qu’à faire élire 3 candidats (Germain Prégent, Philippe Bissonnette et Michael Applebaum) sur 51 sièges tandis que le maire sortant Pierre Bourque est réélu pour un second mandat à l’hôtel de ville. « Nouveau Montréal, I shall return », a lancé Duchesneau devant ses partisans.
Certains organisateurs du parti ont fait leur mea culpa. « Les communications étaient mal gérées et Jacques Duchesneau a été mal vendu. On a créé une campagne trop grosse, trop détachée de la réalité des Montréalais, a confié Yves Dupré, un des codirecteurs de la campagne de Duchesneau. Son image de policier lui a nui. Elle lui est restée collée à la peau ».
« Six mois après mon départ du Service de police, vous publiez encore parfois ma photo en uniforme », a reproché Duchesneau aux médias. « Vous avez pourtant promis, dans un récent débat télévisé, de servir la population ET les policiers », lui a alors rétorqué un journaliste. « C'était un lapsus. Il m'arrive de m'enfarger. J'ai mes forces et mes faiblesses », a répondu Duchesneau.
Duchesneau dit conserver peu de bons souvenirs de la campagne. « J'ai trouvé ça très, très difficile. Du jour au lendemain, les gens se mettent à dire n'importe quoi sur votre compte et il faut prendre ça avec le sourire. J'ai dit à ma femme et à mes enfants de ne plus écouter les lignes ouvertes. Je ne pensais pas que j'allais devenir un déchet du jour au lendemain. Mais j'ai la tête dure et je vais continuer », affirme-t-il.
« Si dans trois ans, je suis encore une police dans la tête des gens, je ne m'accrocherai pas », ajoute-t-il. S’il est prêt à renoncer à la mairie, Duchesneau se verrait cependant bien président du comité exécutif.

### Nouveau Montréal, suite et fin
Les relations entre Duchesneau et les trois conseillers municipaux élus sous la bannière de son parti se sont détériorées dans les mois suivant les élections. En mai 1999, c’est un journaliste de La Presse qui apprit aux trois élus de Nouveau Montréal que leur chef venait tout juste d'être nommé président de VéhiTech et qu'il convoitait le poste de secrétaire général d'Interpol (voir ci-dessous). Les trois conseillers ont alors déclarés qu'ils auraient aimés que Duchesneau les prévienne, question de ne pas apprendre sa nomination en lisant le journal.
Reprochant à Duchesneau de les avoir abandonnés, les conseillers Prégent et Bissonnette ont tous deux claqués la porte du parti pour siéger comme indépendants en décembre 1999. « Quand tu n'as aucun encouragement de ton chef, tu ne vas pas très loin et tu es vite démotivé », a expliqué Prégent, qui a dit ne pas croire que Duchesneau quand il affirme vouloir briguer la mairie aux prochaines élections.
En septembre 2000, Duchesneau a confié à La Presse ne plus savoir s’il allait à nouveau se lancer à l’assaut de la mairie. « Il s'est désintéressé des affaires municipales depuis plus d'un an. Le parti Nouveau Montréal est un parti qui n'a plus de vie politique, une structure légale qui a des dettes. C'est tout », déclara le l’ex-conseiller de Nouveau Montréal Bissonnette.
En janvier 2001, Duchesneau a confirmé qu’il ne se représentera pas à la mairie de la nouvelle Ville de Montréal. « J'ai fait le choix du monde des affaires, a-t-il expliqué, où les seules critiques que l'on reçoit viennent des actionnaires si l'on ne donne pas des rendements. [...] J'ai bâti ma vie et ma carrière sur la vérité. Et parfois toute vérité n'est pas bonne à dire, spécialement en politique ». Duchesneau a laissé le parti qu'il a contribué à créer avec une dette de 400 000 $.

## Candidat à la chefferie d’Interpol
En 1999, Duchesneau a posé sa candidature pour devenir le chef d’Interpol, une organisation de 400 employés chargée de trier, analyser et coordonner les informations fournies par les services policiers de 177 pays. Le gouvernement fédéral lui a versé 5 300 $ pour rembourser ses frais de déplacement à deux conférences d'Interpol en Afrique du Sud. « Depuis quelques années, le gouvernement fédéral, tout comme d'autres gouvernements, a fourni un soutien financier aux personnes convoitant des postes d'influence au sein d'organisations internationales », a expliqué le solliciteur général Lawrence MacAulay.
« Je devais d'abord me faire connaître au niveau international. Le seul moyen, c'était de participer aux colloques d'Interpol », a affirmé Duchesneau.
Le 2 juillet 1999, Duchesneau a été défait au détriment de Ronald K. Noble, ancien haut fonctionnaire du gouvernement américain. « Une immense déception, a commenté Duchesneau. Plus grande que celle de l'élection à la mairie. Cette fois, aucun sondage n'a fourni une indication des résultats avant le vote ».

## Carrière en affaires
En 1999, Duchesneau s’est recyclé dans le monde des affaires. En mai, il devient président de VéhiTech, une entreprise de Longueuil qui vend des voitures aux corps de police. La nomination de Duchesneau a coïncidé avec le remplacement possible d'une cinquantaine de voitures de police Lumina au SPCUM d'ici la fin de 1999. Selon La Presse, Duchesneau a été recruté par Norshield Capital Management, qui assumait en partie la direction de Vehitech en plus de détenir 30 % des actions de Véhitech lors du lancement de la compagnie, durant l’été 1998.
Notons que Norshield était dirigé par John Xanthoudakis, qui a été banni à vie du commerce des valeurs mobilières et de la gestion d'entreprises cotées en Bourse, et a été associé à deux importants scandales financiers impliquant des centaines de millions de dollars, soit l’affaire Cinar et l’affaire Mount Real.
Également au mois de mai, Duchesneau et trois autres policiers à la retraite ont fondé une firme de consultant en sécurité nommée RAND, un acronyme représentant les noms des quatre associés : Claude Rochon, qui a remplacé brièvement Duchesneau à la tête du SPCUM; Lorrain Audy, ex-directeur adjoint du SPCUM et ex-ministre au ministère de la Sécurité publique du Québec; Gaétan Nadon, un conseiller spécial de Duchesneau lorsque celui-ci dirigeait le SPCUM; et Duchesneau lui-même.
En février 2000, il devient vice-président de Datacom Wireless Corp., une entreprise spécialisée dans la communication sans fil. À la même époque, il était membre du conseil d'administration de Rogers Communications et TransCanada.

## Président de l’ACSTA
Le 25 septembre 2002, Jacques Duchesneau a été choisi comme premier président et chef de la direction de l’Administration canadienne de la sûreté du transport aérien (ACTSA), organisme créé par le parlement canadien à la suite des attentats du 11 septembre 2001 aux États-Unis. Il est entré en fonction à compter du 21 octobre 2002.
Il s’est alors retrouvé à la tête d’une équipe de 250 employés permanents, chapeautant un effectif de 4400 agents de contrôle, engagés par des agences de sécurité avec lesquelles l’ACSTA fait affaire, et géra un budget de près de 2 milliards $ sur cinq ans, lequel comprend entre autres l’acquisition, le déploiement et l’entretien des équipements de sûreté des aéroports, notamment les systèmes de détection des explosifs. Sa principale responsabilité consistait à veiller à ce que les passagers ne soient pas exposés à des risques d’attentats dans les 89 aéroports désignés du Canada.
En juillet 2003, Duchesneau a convoqué la presse pour « annoncer une nouvelle initiative pour le contrôle pré-embarquement à travers le Canada », initiative qui s’est révélée être l'achat de nouveaux uniformes pour l'ensemble des agents d'embarquement canadiens. « L'uniforme est un message crucial pour que les voyageurs et les Canadiens se sentent entre bonnes mains. Qui dit uniforme dit uniformité, respect, autorité, sûreté, responsabilité et fierté. Pensons aux policiers. Le symbole d'autorité, la présence, la prestance d'une personne en uniforme fait toute la différence », a déclaré M. Duchesneau. Chaque uniforme va coûter 700 $ pour un employé à temps plein et 500 $ pour un employé à temps partiel, pour un total de 4,2 millions $ sur une période de deux ans.
Ces uniformes ont toutefois plongé l’ACSTA dans l’embarras en décembre 2004, quand le réseau anglais CBC a révélé que 1127 pièces d’uniforme avaient été perdues ou volées sur une période de neuf mois. Près du quart de ces items affichaient le logo de l’ACSTA. Quatre-vingt-dix plaques de métal faisant office de badges de sécurité manquaient à l’appel, suscitant les inquiétudes du président du Comité sénatorial permanent de la sécurité nationale et de la défense, Colin Kenny.
« Cela devient très facile de se faire passer pour un agent, et si personne ne fait attention à son écusson, là, il y a un problème », a affirmé Kenny. De son côté, le ministre des Transports, Jean Lapierre, a ordonné un resserrement des mesures de sécurité dans les 89 aéroports du pays et la tenue d'une enquête interne. Lapierre a aussi demandé à Duchesneau de lui soumettre un rapport complet sur cette affaire dans un délai de deux jours.
En novembre 2005, l’émission Fifth Estate de CBC a diffusé un reportage démontrant de nombreuses failles dans les mesures de sécurité mises en place par l’ACSTA. Le reportage-choc a notamment montré qu’un spécialiste avait découvert en moins de 20 minutes les codes d'accès des portes donnant accès aux zones interdites au public, lui donnant ainsi accès aux avions et aux canalisations de carburant. Un bagage à main est de plus entré dans la zone sécurisée d'un aéroport sans être fouillé, tandis qu’un bagage et un chandail délibérément souillés d'une poudre chimique pour la fabrication d'explosifs sont entrés sans problème.
Le ministre Lapierre a réagi en annonçant qu’il allait nommer trois enquêteurs pour revoir le fonctionnement de l’ACSTA. En plus de vérifier les mesures de sécurité, les enquêteurs devront aussi valider la décision d'avoir confié la sécurité des aéroports à l’ACSTA et déterminer si les contribuables canadiens en ont eu pour leur argent avec les 2 milliards $ investis depuis quatre ans dans les mesures de sécurité des aéroports.
En entrevue avec Le Devoir, Duchesneau s’est prononcé en faveur d’une plus grande latitude dans le choix des passagers à contrôler - et à fouiller - dans les aéroports. « On est dans la rectitude politique, effectivement », a lancé le président de l’ACSTA lorsque la journaliste Hélène Buzzetti lui a demandé si les critiques contre le délit de faciès sont appropriées. « On doit faire une certaine ségrégation, qu'on le veuille ou pas. Ça viendrait faciliter les choses parce qu'on ne prendrait peut-être pas 20 secondes pour tout le monde et on prendrait peut-être plus de 20 secondes pour d'autres mondes », a-t-il ajouté.

### Allégations de conflits d’intérêt
En mars 2005, des articles publiés dans le quotidien The Ottawa Citizen sous la plume du journaliste Glen McGregor ont soulevé des questions de conflits d’intérêt autour de l’octroi de contrats à l’ACSTA. Un premier article a révélé que Duchesneau avait siégé sur le conseil d’administration de Garda World Security Corp avant que cette agence de sécurité se voit accorder trois contrats par l’ACSTA pour le contrôle des passagers.
Ainsi, en janvier 2004, Garda a remporté un appel d’offres pour un contrat de trois ans s’élevant à 147.5 millions $ pour assurer le contrôle des passagers à l’aéroport international de Lester B. Pearson, à Toronto. La compagnie a ensuite obtenu un contrat du même type pour l’aéroport Montréal-Trudeau, et autre contrat que pour dix-huit petits aéroports en Colombie-Britannique. Le journaliste a relevé que Duchesneau n’avait pas mentionné ses liens passés avec Garda lorsqu’il a comparu devant le Comité permanent des transports de la Chambre des communes, deux mois après sa nomination à la tête de l’ACSTA. De plus, sa biographie officielle, mise en ligne sur le site web l’ACSTA, avait également passé sous silence sa relation avec Garda, a noté McGregor.
Puis, en novembre 2005, le journaliste a révélé que Duchesneau avait aussi siégé sur le conseil d’administration de Unicom, une entreprise basée dans la ville de Québec qui avait obtenu un contrat totalisant 4,8 millions $ pour développer un système biométrique de contrôle des accès aux zones réservées pour les personnes travaillant dans les vingt-huit principaux aéroports du pays.
En juin 2007, le député bloquiste Mario Laframboise a dénoncé les anciens liens d'affaires unissant le Duchesneau à Garda et Unicom. « Ses relations d'affaires lui nuisent dans son travail », a affirmé Laframboise, qui était aussi vice-président du Comité permanent des transports. Cette déclaration est survenu alors que La Presse canadienne venait de révéler que les vérificateurs de la firme Deloitte et Touche avaient découvert que le contrat avec Unicom avait atteint une somme de près de 11 millions $. Pour les vérificateurs, ce contrat aurait été bâclé et mal « supervisé » par l'ACSTA
« Ces accusations sont graves. C'est le PDG qui aurait dû allumer les lumières. Mais s'il ne peut plus faire de suivi par peur de se retrouver en conflit d'intérêts, qui va le faire? Est-ce que les employés de l'ACSTA ne se sont pas dit ce sont les amis du patron, donc on laisse?, s’est interrogé le député Laframboise. Il n'y a plus de pilote dans l'avion. M. Duchesneau doit s'expliquer au plus vite ».
Le journaliste McGregor a aussi révélé que Duchesneau a cofondé la compagnie d’investissement Canadian Prodigy Capital Corp., en mai 2005. Le conseil d’administration de Prodigy était alors présidé par Bernard Mercier, le président de Datacom Wireless Corp., mais aussi le chef de la direction de la compagnie de services d’aviation multinational Servisair-GlobeGround, qui avait reçu un contrat d’une valeur d’environ 12 millions $ de la part de l’ACSTA pour le contrôle des passagers à l’aéroport international de Calgary. Soulignant que Duchesneau siégeait sur le conseil de direction de Prodigy tout en continuant à diriger l’ACSTA, McGregor a relevé qu’il était inhabituel pour le dirigeant d’une société de la couronne de se joindre à une société cotée en bourse pendant qu’il était toujours en poste.

### Allégations de dépenses excessives
En juin 2007, La Presse a révélé que Jacques Duchesneau voyageait beaucoup aux frais des contribuables. Ainsi, les voyages du président de l’ACSTA avaient coûté la somme de 97 278,28 $, en 2005, et de 58 020,96 $, en 2006, pour un total de 155 299,24 $ en l’espace deux ans.
L’ex-ministre des Transports Jean Lapierre a déclaré sur les ondes de l’émission de Paul Arcand, de la radio 98,5 FM, que les dépenses « extravagantes » de Duchesneau étaient devenues une source d’insomnie pour lui à l’époque où il siégeait au cabinet fédéral. [Traduction]« J'étais rendu tellement nerveux que j'ai nommé le général Maurice Baril [en tant que président du conseil de direction l'ACSTA] ... avec le mandat spécifique de s'assurer que les dépenses seront contrôlées, parce que je ne pouvais pas dormir », a-t-il expliqué.
Selon lui, Duchesneau, était « rapide avec la carte Visa » et « voyageait plus que le ministre et beaucoup plus confortablement ». Lapierre dit avoir informé de la situation son successeur au ministère des Transports lorsqu’il quitta son poste. « Il se croit à la tête d'Interpol simplement parce qu'il est chargé de trouver des coupe-ongles », a lancé sarcastiquement Lapierre, en faisant allusion aux objets métalliques saisis par les agents de contrôle.
Le 29 avril 2008, le président du conseil d'administration de l’ACSTA, D. Ian Glen, a annoncé que Duchesneau quittait son poste de président et chef de la direction. Selon le chroniqueur Vincent Marissal de La Presse, Duchesneau a été congédié de l’ACSTA.

## Lutte à la corruption
En 2009, Duchesneau a effectué un retour sur la scène publique alors que le thème de la corruption occupe une place considérable dans l’actualité politique québécoise.

### Propos sur la politique municipale
Lors d’une entrevue accordée à Yves Boisvert de La Presse, en avril 2009, Jacques Duchesneau a dénoncé pour la première fois des offres suspectes qui avaient été faites à l’égard de son parti durant la campagne électorale municipale de 1998. « Des gens de mon organisation sont venus me dire qu'on se faisait offrir de l'argent. Je vous parle d'argent cash, de valises d'argent pour la campagne. J'ai évidemment refusé », a-t-il affirmé.
« Des propriétaires de parkings me disaient qu'ils devaient verser de l'argent dans des enveloppes. Des entrepreneurs qui faisaient des affaires partout dans le monde me disaient: c'est drôle, je n'ai jamais de contrat à Montréal! D'autres me confiaient qu'ils recevaient des menaces s'ils participaient à des appels d'offres. Encore maintenant, c'est curieux, je me promène en ville et ce sont toujours les mêmes qui font des travaux publics... Ils doivent être meilleurs que les autres, j'imagine… », a-t-il laissé tomber Duchesneau, qui a soutenu ne plus avoir d’ambition politique. « J'ai réalisé que j'ai fait mal à ma famille, mes enfants en ont souffert », dit-il.
Deux mois plus tard, il a accordé une autre entrevue, cette fois-ci avec Michèle Ouimet de La Presse. À quelques mois des élections municipales de 2009, il a décoché des flèches à l’endroit de Louise Harel, qui venait tout juste d’annoncer son intention de briguer la mairie de Montréal sous la bannière de Vision Montréal, l’ancien parti de son rival Pierre Bourque. « Mme Harel a été ministre des Affaires municipales. Qu'a-t-elle fait pour lutter contre la corruption qui existe depuis 25 ans? Rien. A-t-elle fait de l'aveuglement volontaire? Et si elle est élue maire, que fera-t-elle pour combattre la corruption? », a-t-il demandé. Il a également questionné les sympathies syndicales de Harel. « Les syndicats font la pluie et le beau temps à Montréal. Va-t-elle les confronter? Je ne crois pas ».
Durant son entrevue avec Yves Boisvert, Duchesneau se disait cependant convaincu de l'honnêteté du maire de Montréal, Gérald Tremblay, avec qui il lui était déjà arrivé de travailler. « Et avant de dire que quelqu'un est honnête, je fais bien attention, j'ai été déçu trop souvent. Mais il y a peut-être des gens qui jouent leur game sans que le boss le sache... », dit-il.
Deux semaines avant le scrutin municipal de 2009, Richard Bergeron, chef de Projet Montréal, a affirmé avoir rencontré Duchesneau durant l’été. « Il m'a dit attention. À partir du moment où je me rapproche du pouvoir, ça va devenir dangereux physiquement pour moi et ma famille », a déclaré Bergeron. Celui-ci a confié avoir contacté la police, sans toutefois avoir reçu de menaces. Bergeron a aussi fait savoir que, s'il était porté au pouvoir, il offrira à Duchesneau un poste de conseiller spécial en matière de sécurité auprès de la Ville.

### À la tête de l’Unité anticollusion
En février 2010, la ministre des Transports, Julie Boulet, a annoncé la nomination de Duchesneau à la tête de l’Unité anticollusion. Son mandat consistait à s’assurer que les 4,2 milliards $ consacrés en travaux routiers au Québec seront bien investis et à l’abri de la collusion, la corruption et la malversation. Durant un entretien avec La Presse, Duchesneau a reconnu qu’il n’était pas en position de se prononcer sur la pertinence de tenir une commission d’enquête sur la corruption, le sujet de l’heure. « Quand j'étais M. Nobody, j'étais capable de vous dire que le but est l'enquête publique. Là, on me demande de régler un problème criant, et je m'occupe de ça », a-t-il expliqué.
Josée Boileau, éditorialiste au journal Le Devoir, a accusé les autorités politiques d’avoir muselé Duchesneau. « Le gouvernement libéral a vraiment réussi là une brillante manœuvre. Non seulement un des intervenants les plus crédibles pour dénoncer la corruption voit sa liberté de parole restreinte, mais en plus ses possibilités d'action seront fort limitées. On ne connaît pas le budget dont disposera M. Duchesneau, ni la grosseur de son équipe, mais on comprend maintenant qu'il s'agit là de détails accessoires puisque cette équipe n'aura pas de pouvoir », écrit-elle.
De son côté, le réseau TVA a rapporté que le contrat de deux ans signé par Duchesneau prévoyait un salaire de 203 942 $, en plus d’un montant de forfaitaire de 25 000 $, faisant ainsi grimper le salaire total à 432 884 $ pour deux ans. Si son contrat était prolongé d’un an, le salaire empoché pourrait atteindre 636 826 $.

### Allégations de financement politique illégal
En novembre 2010, un ancien organisateur du parti Nouveau Montréal, Gilles Prud'homme, a déclaré durant un reportage de TVA que Duchesneau lui avait demandé d’agir à titre de prête-nom pour cacher la provenance d'un prêt de 10 000 $ obtenu après sa défaite électorale aux élections municipales de 1998. « J'ai agi comme prête-nom. Il m'a demandé de lui rendre service. C'était un appel personnel, a expliqué Prud’homme. C'est sûr que c'est un peu contourner la loi, mais je pense que s'il voulait payer rapidement sa dette [de campagne électorale], c'était une façon de le faire ».
Le reportage a aussi allégué qu'un second prêt de 10 000 $ accordé par une certaine Marie-Claude Montpetit aurait été fait à l'ancien parti municipal de Duchesneau. Or, cette madame Montpetit n'aurait jamais habité à l'adresse fournie dans les documents officiels. L'adresse correspondrait plutôt à un immeuble dont Gilles Prud'homme est propriétaire. Le prénom de Montpetit n'apparaissait à aucun endroit dans le document. Notons que la loi électorale québécoise limite les prêts qu'un individu peut faire à un parti politique à 10 000 $.
Duchesneau a réagi aux allégations en se retirant temporairement de ses fonctions à l’Unité anticollusion, le temps que le Directeur général des élections (DGE) fasse toute la lumière sur cette affaire. « Je n'ai jamais demandé à quiconque d'agir comme prête-nom pour dissimuler la source d'un emprunt de 10 000 $ pour ma campagne électorale en 1998 », a déclaré Duchesneau lors d’un point de presse, avant de quitter précipitamment sans donner plus d'explications aux journalistes. Duchesneau a également soutenu que l'investigation avait été ouverte à sa demande, ce qui a été contredit par une porte-parole du DGE, Cynthia Gagnon, qui a affirmé que la décision de tenir une enquête a été prise au moment de la diffusion du reportage de TVA.
À l'Assemblée nationale, le député péquiste Nicolas Girard a accusé le gouvernement de « tolérer le loup dans la bergerie » en confiant à Duchesneau un mandat qui exigeait justement la plus totale intégrité. Le chroniqueur Vincent Marissal de La Presse a par ailleurs noté que Duchesneau n’avait pas exigé de rétractation, ni menacé de poursuivre son accusateur. « Cela ne veut pas dire qu'il est coupable, évidemment, mais il n'a offert hier aucun élément de preuve pour soutenir ses dénégations », a-t-il souligné.
La journaliste du Devoir Kathleen Lévesque a rapporté de son côté que l’Unité anticollusion subirait des pressions importantes de la part de gros joueurs de l'industrie de la construction. « M. Duchesneau et son équipe font des enquêtes qui dérangent certaines personnes qui essaient de le tasser de là », a ainsi affirmé sous le couvert de l'anonymat une source gouvernementale.
En février 2011, le DGE a annoncé qu’il avait terminé son enquête, en concluant que Duchesneau n'avait pas eu recours à des fonds occultes. Le DGE a toutefois ajouté que le parti Nouveau Montréal pourrait avoir violé la Loi électorale. Ainsi, son frère Jean Duchesneau, de même que ses amis René Binette et André Gingras, avaient chacun offert une caution de 50 000 $, ce qui pourrait représenter une infraction passible d’une amende de 500 à 10 000 $, compte tenu de la limite de 10 000 $, prêts et cautions inclus, imposée par la loi.
Cependant, le DGE a observé qu’aucune poursuite pénale ne pouvait être intentée en raison des délais de prescription, qui sont de cinq ans à compter de la date où une infraction a été commise en matière de financement illégal.
Gilles Prud’homme accueillit les conclusions du DGE avec scepticisme. « Je voudrais bien que le DGE m'explique pourquoi j'étais inscrit comme prêteur dans le rapport, a-t-il affirmé. Dans les états financiers du parti, cela a été transformé en prêt à mon insu. Je n'ai jamais reçu d'intérêt sur ce prêt. De plus, je n'ai jamais eu de lettre de la Banque sur un prêt de 10 000 $. Je maintiens qu'on m'a utilisé et qu'on a transformé ma caution en prêt ».

### Autres controverses
En décembre 2010, le journaliste Denis Lessard de La Presse a révélé que Duchesneau avait recruté au sein de son équipe John Galianos, un ancien policier de la Sûreté du Québec qui est marié depuis 15 ans à l'ex-femme de Tony Accurso, un entrepreneur en construction bien connu pour ses entrées dans le monde politique et syndical et aujourd’hui aux prises avec plusieurs démêlés avec la justice.
« Jacques Duchesneau m'a appelé. Il y avait un intérêt pour ces dossiers, j'ai dit oui et j'en étais content », a indiqué Galianos. Duchesneau, qui connut Galianos quand il était à l’escouade des homicides du SPCUM, était au courant de ses rapports avec la famille Accurso et n'y voyait aucun problème. « Je comprends que, de l'extérieur, on puisse se demander si je suis un gars planté là par Accurso », a convenu l’ex-policier.
Le Devoir a révélé de son côté que l’ex-ministre libéral Tony Tomassi, inculpé pour fraude et abus de confiance, avait travaillé dans l'équipe de Duchesneau durant la campagne municipale. « En 1998, j'étais responsable du nord-est de la ville, Ahuntsic, Cartierville, pour sa campagne », a confié Tomassi. Le politicien a cependant nié avoir aussi fait partie d'un comité de financement de Nouveau Montréal, contredisant ainsi des informations provenant de « sources très bien informées ». Pour sa part, Duchesneau a affirmé qu’il ne connaissait « même pas » le nom de Tomassi, en 1998. « Je ne veux pas être désagréable, mais quand je référais à lui, je parlais du "gros qui est dans le nord de la ville" », a-t-il déclaré.

### Le rapport Duchesneau
Au début du mois de septembre 2011, Duchesneau transmet son rapport au ministre des Transports Sam Hamad. Le document représente une synthèse des différentes observations des membres de l’Unité anticollusion, mais aussi des témoignages recueillis notamment auprès d'acteurs politiques, d'employés du ministère des Transports, de firmes de génie-conseil et d'entreprises de construction. Le rapport établit un lien direct entre l'industrie des travaux routiers et le financement des partis politiques.
« Les soupçons sont persistants qu'un empire malfaisant est à se consolider dans le domaine de la construction routière, lit-on. S'il devait y avoir une intensification du trafic d'influence dans la sphère politique, on ne parlerait plus simplement d'activités criminelles marginales, ni même parallèles : on pourrait soupçonner une infiltration voire une prise de contrôle de certaines fonctions de l'État ou des municipalités ».
Le 14 septembre 2011, le rapport Duchesneau fait l’objet d’une fuite à Radio-Canada, qui en dévoile son contenu. Compte tenu de l’ampleur de ses allégations, la divulgation du document a l’effet d’une bombe qui ébranle l’ensemble du monde politique québécois.
Le gouvernement Charest est cependant celui qui perd le plus de plumes. En octobre, Le Devoir et The Gazette commandent à Léger Marketing un sondage: les résultats indiquent que les révélations du rapport Duchesneau ont fait fondre les intentions de vote en faveur des libéraux. Ainsi, les libéraux perdent cinq points par rapport au sondage effectué le mois précédent. « C'est l'impact direct des révélations de Jacques Duchesneau », affirme Christian Bourque, vice-président chez Léger Marketing.
Une semaine après le coulage du rapport, le premier ministre Jean Charest donne son feu vert pour que la Commission de l'administration publique de l'Assemblée nationale invite (convoque)  Duchesneau afin qu'il puisse expliquer son rapport aux élus, le 27 septembre.
Duchesneau décide toutefois de passer à la populaire émission de télévision Tout le monde en parle (TLMEP) de Radio-Canada, deux jours avant sa comparution en commission parlementaire.  « Il est devenu une rock star ! Mais je ne pense pas que l'exercice de mardi prochain [devant les députés] ressemble à une émission de variétés », commente le président de la Commission de l'administration publique, le péquiste Sylvain Simard. Pour Laurent Lapierre, son biographe, Duchesneau « n'est certainement pas fâché » de toute l’attention médiatique dont celui-ci fait l’objet depuis la divulgation du rapport.
Le chroniqueur Vincent Marissal estime que Duchesneau a commis une « erreur de jugement » en acceptant l’invitation de TLMEP. Selon lui, le directeur de l’Unité anticollusion a « un statut particulier, proche de celui du Vérificateur général ou du Protecteur du citoyen et, en ce sens, c'est dans le cadre solennel d'une commission parlementaire qu'il devrait s'expliquer, et non dans une émission de télé ». Il conclut que « Duchesneau a fait passer son ego avant son devoir ».

### Médias intimidants
Durant son passage à TLMEP, Duchesneau a allégué avoir été la cible « d’intimidation » de la part de certains journalistes. Il a pointé plus particulièrement un reporter -- sans jamais le nommer -- qui avait suggéré qu'il songerait à faire un saut sur la scène politique après avoir « joué au golf » avec le cofondateur de la Coalition pour l'avenir du Québec (CAQ), François Legault. Duchesneau a affirmé ne pas avoir touché à un club de golf depuis environ deux ans et ne jamais avoir rencontré le chef de la CAQ.
« La question qu'on doit se poser, c'est: "à qui sert le fait que certaines personnes, certains reporters, ciblent toujours l'Unité anticollusion?" », a lancé Duchesneau. Celui-ci a nié en bloc les rumeurs circulant sur ses ambitions politiques. « Je n'ai pas l'intention de faire de la politique dans quelque parti que ce soit. C'est encore une manœuvre pour me discréditer », a-t-il dénoncé.« Je n'ai pas beaucoup de certitudes, dans la vie, mais je sais que je ne retournerai pas en politique », a-t-il insisté lors d’une autre entrevue.
Les allégations de Duchesneau ont suscité étonnement et incrédulité de part et d’autre.[ref nécessaire] « C'est peut-être que M. Duchesneau a une sensibilité exacerbée parce qu'il est sous pression ? », s’est interrogée Sylvie Roy, députée de l’Action démocratique du Québec aujourd’hui membre de la CAQ. « Accuser les journalistes d'avoir voulu "faire dérailler" son unité anticollusion et y voir "un message" (de qui? de la mafia?), c'est du délire. Un journal a signalé qu'un de ses enquêteurs vit avec l'ex-femme de Tony Accurso, et M. Duchesneau s'indigne. Pourtant, dans le contexte, cette information était fort pertinente », a fait remarquer Lysiane Gagnon, chroniqueuse à La Presse.
Estimant que Duchesneau avait sous-entendu que « certains médias font le jeu du crime organisé », la Fédération professionnelle des journalistes du Québec (FPJQ) a exigé des explications de sa part. « Ces allégations sont graves, mais elles sont si vagues qu'elles doivent être précisées. […] Ses allégations à peine détaillées sont de nature à entraîner la méfiance et la suspicion de la population à l'égard de tous les journalistes qui enquêtent courageusement sur les dérapages dans l'industrie de la construction, la collusion et la corruption alléguées dans l'octroi des contrats publics », fit valoir la FPJQ dans un communiqué de presse
Deux jours après son passage à TLMEP, Duchesneau a abordé à nouveau le sujet avec la chroniqueuse Michèle Ouimet de La Presse lors du chemin du retour après sa comparution en commission parlementaire. Cette fois-ci, il a donné des noms : Paul Larocque, Jean Lapierre, Andrew McIntosh, TVA, Le Journal de Montréal et l'Agence QMI.
La chroniqueuse Ouimet a ensuite appelé Jean Lapierre, qui a réfuté les allégations du Duchesneau. « Jamais je ne me suis livré à ça, ce n'est pas mon genre. Je vous invite à écouter toutes mes chroniques. Je vous mets au défi d'en trouver une seule qui soit intimidante. Pourquoi j'intimiderais Duchesneau? Quel serait mon intérêt? », s’est défendu celui qui avait été le ministre fédéral des Transports à l’époque où Duchesneau dirigeait l’ACSTA. Elle a aussi contacté le journaliste Andrew McIntosh, qui avait révélé les allégations de prête-noms en marge de la campagne de 1998. « Notre enquête a débuté avant que M. Duchesneau soit nommé à la tête de son unité. On fait notre travail de façon sérieuse », a souligné McIntosh.
Dany Doucet, vice-président de la Corporation Sun Media, a défendu le travail du Journal de Montréal dans un communiqué. « Dans la longue entrevue qu'il a accordée à La Presse et que nous avons pu lire ce matin, monsieur Duchesneau se mêle dans les faits, attribuant à l'un ce qui a été fait par l'autre. Ceci est troublant pour un ancien chef de police qui porte des accusations aussi graves. Non seulement attribue-t-il au Journal de Montréal un article publié dans La Presse, il invente carrément une page frontispice où nous l'aurions traité de corrompu », a affirmé Doucet.
« Il est difficile de croire qu'un homme de la stature de monsieur Duchesneau, qui a dirigé la police de Montréal, l'Administration canadienne de la sûreté du transport aérien et l'Unité anti-collusion, puisse sérieusement prétendre se sentir intimidé par un journaliste de renom, Andrew McIntosh en l'occurrence, qui n'a fait que son travail de journaliste en posant des questions d'intérêt public », a ajouté Doucet.

### Position sur une commission d’enquête
Lors de l’émission de TLMEP, Duchesneau a également été invité à se prononcer sur la tenue d’une commission d’enquête sur la corruption. « J'ai toujours, je pense, été clair là-dessus, avant même d'accepter mon poste, que j'étais en faveur d'une commission d'enquête. Aujourd'hui, vous me posez la question si je suis encore pour une commission d'enquête. Euh... Est-ce qu'on doit aller vers une commission d'enquête publique tout de suite ? Non. Je pense qu'il y a un moyen terme entre les deux », a-t-il déclaré. Il a suggéré dans un premier temps la mise sur pied « [d’]une commission d'enquête qui pourrait être menée par trois juges qui vont entendre à huis clos ce que des gens ont à dire ».
Cette idée a pratiquement été aussitôt rejetée par les deux principaux partis d’opposition, l’ADQ et le Parti québécois. « La règle des procès criminels, c'est qu'ils sont publics. Pourquoi? Pour accréditer la confiance du public dans le système. C'est la même chose avec une commission d'enquête », a arguée la députée Sylvie Roy. « Nous on veut que toute la lumière soit faite. Ça fait trop longtemps que la collusion et la corruption se passent à huis clos », a déclaré le député péquiste Nicolas Girard.
Lors de son passage en commission parlementaire, deux jours plus tard, Duchesneau a ajusté le tir. « Une commission d'enquête publique est le seul moyen de redresser des problèmes devenus structurels. Cette commission est urgente », a-t-il soutenu. Cette fois-ci, les élus péquistes et adéquistes se sont ralliés sans réserve à la position de Duchesneau. « Ce qu'il propose, c'est exactement le modèle de commissions d'enquête comme Gomery, où il y a un volet à huis clos au début », a observé le député Girard. « C'est une conférence préparatoire, cela se fait à toutes les commissions », a renchéri la députée Roy.

### Le congédiement
En février 2011, l’Unité anticollusion de Duchesneau avait été intégrée à l’Unité permanente anticorruption (UPAC). Quelques mois plus tard, les médias avaient rapporté l’existence de tensions et même de rivalité entre Duchesneau et le commissaire de l'UPAC, Robert Lafrenière, lequel est issu de la Sûreté du Québec. Selon Denis Lessard de La Presse, Duchesneau aurait estimé que la direction de l’UPAC lui revenait.
Durant son entretien avec la chroniqueuse Michèle Ouimet, à la fin septembre, Duchesneau, a critiqué ouvertement l’unité dirigée par Lafrenière. « L'UPAC, C'est pas fort. Ils pensent police, a-t-il lancé. Il faut regarder le problème avec une lunette autre que policière et judiciaire. On oublie l'administratif. Et ce n'est pas un policier qui devrait être à la tête de l'UPAC, mais plutôt un juge à la retraite, comme John Gomery ».
Trois jours plus tard, Lafrenière a convoqué une conférence de presse. « J'aurai très bientôt une franche discussion avec Jacques Duchesneau sur ses récentes déclarations et sur son avenir au sein de l'UPAC », a déclaré Lafrenière dès la première minute du point de presse. Lafrenière a aussi défendu le travail des enquêteurs de l’UPAC, dont il s’est dit « très fier ». Il a de plus soulevé que la tenue d’une commission d’enquête pourrait avoir un impact négatif sur la capacité de l’UPAC  à accomplir son mandat. « Ça pourrait définitivement affecter nos enquêtes en cours », a-t-il affirmé.
Le 6 octobre, Radio-Canada a rapporté que Duchesneau avait demandé un congé de « quelques » semaines au commissaire Lafrenière. Cette demande a été faite lors de la rencontre entre les deux hommes survenue le même jour, à Montréal.
Puis, le 28 octobre, Duchesneau a été congédié de la direction de l'Unité anticollusion. « Le commissaire Lafrenière a mis fin au contrat de M. Duchesneau parce qu'il était devenu impossible pour les deux hommes de poursuivre leur collaboration », a expliqué la porte-parole de l'UPAC, Anne-Frédérick Laurence. « C'était inévitable. Aucune institution, publique ou privée, ne peut tolérer cet élémentaire manque de loyauté », a commenté Alain Dubuc de La Presse, en faisant référence au comportement de Duchesneau.

### Le DGE veut des noms
En janvier 2012, les allégations explosives du rapport Duchesneau sur le financement occulte des partis politiques ne font encore l'objet d'aucune enquête de la part du DGE. Quatre mois plus tôt, le DGE Jacques Drouin s'était pourtant dit « ébranlé » et « consterné » par les allégations du directeur de l’Unité anticollusion. Selon la porte-parole de l’UPAC, le commissaire Lafrenière a demandé deux fois à Duchesneau de fournir au DGE les noms et les renseignements que celui-ci demandait. « Si le DGE ne les a pas eues, c'est malheureux. On ne peut pas en faire plus. M. Duchesneau a gardé cette information et ne nous l'a pas transmise », a-t-elle déclarée
Duchesneau s’est défendu, en disant avoir laissé « tous les dossiers dans les coffres de l'UAC ». Or,  Lafrenière a fait valoir «[qu’] aucune source d'information n'a été identifiée dans les dossiers d'enquêtes menées par l'UAC avant son intégration à l'UPAC ». À la fin de janvier, un porte-parole du DGE a affirmé qu’une rencontre était prévue avec Duchesneau « au début de février ».
À la fin du mois de février, La Presse rapporta que Duchesneau n’avait toujours pas transmis de renseignement au DGE lui permettant de mener des vérifications ou des enquêtes sur le financement des partis politiques. La rencontre entre le DGE et Duchesneau pas encore eu lieu.
Quatre mois plus tard, en juin, le DGE attendait toujours que Duchesneau livre la marchandise. « Il a dit nous avoir donné des noms de personnes, or on n'a jamais eu ça », a déclaré le DGE Jacques Drouin à La Presse.

### Témoignage à la Commission Charbonneau
En juin 2012, Duchesneau a livré un témoignage fort attendu à la Commission Charbonneau. Il est revenu sur ses débuts à l’Unité anticollusion en expliquant qu’il manquait à peu près de tout : pas de bureaux, pas de pouvoirs, pas de budget–pas de cartes professionnelles, même. Il a d’ailleurs écrit une lettre de 10 pages pour s’en plaindre au sous-ministre des Transports. Selon lui, le climat de travail est devenu « beaucoup mieux » par la suite.
Il a également relaté un incident survenu avant qu’il ne signe son contrat avec le ministère des Transports. Des gens, qu'il identifie « à une instance supérieure au niveau politique », avaient voulu lui faire signer une lettre dans laquelle il devait notamment assurer qu'il n'avait jamais transgressé les lois électorales et certifier qu'il n'avait aucun lien avec le crime organisé. « À chaque point nouveau qui était amené, je sursautais. J'ai été, vraiment, honnêtement, insulté par la proposition qui était faite, donc j'ai refusé de signer, a-t-il expliqué. Finalement, ça s'est soldé par une lettre que j'ai préparée en réplique à ça ».
Duchesneau a aussi raconté que son rapport avait été accueilli froidement par le ministre des Transports Sam Hamad, le 1er septembre 2011. À tel point qu’il était désormais convaincu que son rapport allait échouer sur une tablette. C’est ainsi qu’il a décidé de couler son rapport dans les médias.
Duchesneau a aussi révélé avoir rédigé un second rapport, surnommé le « rapport bénévole » à la Commission Charbonneau car il ne s’inscrivait pas dans le mandat qui lui avait été confié. « C'est un rapport que j'ai intitulé 'le financement illégal des partis politiques, un système hypocrite où l'influence est à louer et où les décisions sont à vendre', a-t-il expliqué. On parle par exemple que 70 pour cent de l'argent consacré aux partis politiques au provincial ne serait pas issu de dons officiels enregistrés. C'est-à-dire qu'il y a de l'argent, si vous me permettez l'expression, sale, qui permet de faire des élections et d'aider aux partis à faire de ces élections ».
Cette démarche a été dénoncée par l'avocate du Parti québécois, Me Estelle Tremblay. « Le rapport bénévole de M. Duchesneau affecte notablement sa crédibilité comme dirigeant d'un organisme public. M. Duchesneau, sans aucune autorisation de quelque nature que ce soit, s'est improvisé enquêteur, a constitué à mon sens des dossiers sur autrui, et, ce faisant, je pense qu'il a compromis l'impartialité et l'indépendance de sa fonction de représentant de l'État lorsqu'il était dirigeant de l'Unité anticollusion », a-t-elle plaidé.
Les déclarations de Duchesneau sur l’ampleur du rôle de « l’argent sale » dans le financement des partis ont soulevées à la fois stupéfaction et scepticisme. La cheffe du Parti québécois, Pauline Marois, a ainsi pris ses distances de Duchesneau. « Je ne le crois pas. Je ne vois pas où il a pris ça. Il doit fournir des preuves de ces allégations », a-t-elle commenté. « Qu'il sorte des noms. Qu'il ne se gêne pas, a déclaré le maire de Québec, Régis Labeaume. Si nous autres on n'est pas dans les noms, le monde va savoir qu'on n'est pas là-dedans ».
« C'est gros. Tellement gros. Presque trop gros. Jacques Duchesneau joue sa crédibilité sur ce coup-là », a écrit Michèle Ouimet de La Presse. « Devant la gravité des informations recueillies au fil de son enquête "bénévole", pourquoi M. Duchesneau a-t-il seulement remis son deuxième "rapport" à la Commission la veille de son témoignage? Pourquoi n'a-t-il pas fait état de ces renseignements au Directeur général des élections? Venant d'un ancien policier, ce peu d'empressement à collaborer avec enquêteurs dûment mandatés est incompréhensible et décevant », a tranché André Pratte, éditorialiste à La Presse.

## Député à l'Assemblée nationale

### Campagne électorale
Le 5 août 2012, Jacques Duchesneau a annoncé qu’il allait briguer les suffrages dans la circonscription de Saint-Jérôme sous la bannière de la CAQ à l’occasion de l'élection générale québécoise de 2012. Au moment de présenter sa candidature, François Legault a décrit Duchesneau comme étant « LE symbole de l'intégrité. C'est notre Eliot Ness québécois ».
La CAQ a indiqué que Duchesneau serait vice-premier ministre et ministre délégué au premier ministre dans un éventuel gouvernement caquiste, en plus de superviser l’action au sein des ministères du Transport, de la Sécurité publique et de la Réforme des institutions démocratiques.
Legault a confié que Duchesneau ne sera pas soumis à l’obligation imposée à tous les candidats caquistes de procéder à des levées de fonds. « De façon exceptionnelle, je n’ai pas demandé [de contribution] à cause du rôle que M. Duchesneau va jouer […] pour éviter tout problème éventuel ou toute apparence de problème », a-t-il expliqué.
L’agent officiel de la CAQ, Marc Deschamps, a démissionné de ses fonctions après que Duchesneau eut fait part de son malaise à son égard relativement au rôle de ce dernier dans l’affaire du faubourg Contrecœur. « Les reporters d’enquête avaient fait état de plusieurs situations qui me mettaient mal à l’aise, et c’est ce dont j’ai fait part à M. Legault », a déclaré Duchesneau.
Le lendemain de l’annonce officielle de sa candidature, Duchesneau a soutenu qu'il aurait la possibilité de nommer les ministres des Transports, de la Sécurité publique, des Ressources naturelles et des Affaires municipales. « Je suis aussi ministre délégué au premier ministre. Il n'était pas question que je sois un vice-premier ministre comme on l'a connu depuis 30 ans, c'est-à-dire un titre qui est un peu honorifique. J'ai la responsabilité de ces ministères-là, avec possibilité de les nommer. Par-dessus cela, je suis responsable de la lutte à la corruption. Je suis un peu le chef d'orchestre », a-t-il affirmé à l'émission de Paul Arcand.
Legault a dû corriger le tir, quelques heures plus tard, en conférence de presse, à Montréal. « Il y aura seulement un patron, a-t-il précisé. Ce que j'ai dit à M. Duchesneau, c'est que je le consulterais pour les quatre ministères clés où on va faire un travail au niveau de la corruption. Par contre, c'est la prérogative du premier ministre de choisir les ministres, mais oui, il sera consulté ».
Le 21 août 2012, un reportage de Radio-Canada alléguait que le défunt parti Nouveau Montréal n'avait pas déclaré dans ses états financiers tous les dons anonymes récoltés le 21 mai 1998, jour du lancement de la campagne de Duchesneau pour la mairie de Montréal. Quatre différentes sources impliquées dans l’organisation de Duchesneau ont ainsi affirmé que plus de 50 000 $ avait été recueillies en contributions électorales lors de cette seule soirée. Or, les états financiers du parti faisaient plutôt état de dons anonymes totalisant 2 590 $. Si les dons anonymes étaient tout à fait légaux à l'époque, les montants devaient toutefois être déclarés avec précision, sous peine de constituer une infraction à la Loi sur les élections et les référendums dans les municipalités. Duchesneau a qualifié ces allégations de « loufoques »
Plusieurs travailleurs d'élections rencontrés par La Presse ont pour leur part allégués que les organisateurs de Nouveau Montréal étaient couramment payés en liquide dans les districts, alors que l'ensemble des employés œuvrant au quartier général du parti était payé par chèque, comme le veulent les règles. « Je n'avais jamais vu autant d'argent liquide dans une campagne, à l'époque, et je n'en ai jamais vu autant par la suite », a confié l'un d'eux, un vétéran en la matière. Le DGE a indiqué qu’il n’entendait pas faire enquête sur ces nouvelles allégations. « Bien qu'il y ait des témoignages anonymes, pour nous, le dossier Duchesneau est fermé, a dit la porte-parole du DGEQ, Cynthia Gagnon. On ne fera pas une nouvelle enquête ».
Le 4 septembre 2012, Jacques Duchesneau a été élu député de la circonscription de Saint-Jérôme avec 39,96 % des voix.

### Retrait
Le 19 février 2014, il annonce qu'il a décidé de ne pas se représenter lors de l'élection générale québécoise de 2014.

## Prix et distinctions
- En 1964, Jacques Duchesneau obtient le trophée du meilleur sous-officer junior et devient caporal chez les cadets de l'air.
- En 1965, il obtient le trophée Frontenac, décerné au meilleur cadet de l'escadrille 622.
- En 1966, il reçoit le trophée Walsh à titre de commandant du meilleur peloton de précision chez les cadets de l'air.
- En 1989, il reçoit la Médaille de la police pour services distingués.
- En 1991, il est nommé membre de l'Ordre de Saint-Jean.
- En 1993, il obtient la Médaille commémorative du 125e anniversaire du Canada pour sa grande action dans les activités de lutte aux stupéfiants.
- En 1996, il reçoit l'Ordre du Canada pour sa carrière comme directeur du SPCUM ainsi que pour son engagement social et communautaire et sa lutte contre les trafiquants de drogue et le crime organisé.
- En 1997, il obtient le prix Archambault-Fauteux remis par la Société de criminologie du Québec et le prix Paul Harris Fellow par le Rotary International.
- En 2001, il devient Chevalier de l'Ordre de Saint-Jean.
- En 2002, il reçoit la Médaille du jubilé de la reine Élisabeth II pour l'aide importante qu'il a donnée à ses concitoyens, à sa communauté et au Canada.
- En 2006, il est nommé Chevalier de l'Ordre National du Mérite de la France.
- En 2008, il reçoit le titre de chevalier de l'Ordre national du Québec.